# Balta (Ukraine)
Pour les articles homonymes, voir Balta.
Balta (en ukrainien et en russe : Балта ; en roumain : Balta) est une ville de l'oblast d'Odessa, dans le sud-ouest de l'Ukraine. Sa population s'élevait à 17 854 habitants en 2022.

## Géographie
Balta est arrosée par la rivière Kodyma et se trouve à 183 km au nord-ouest d'Odessa.

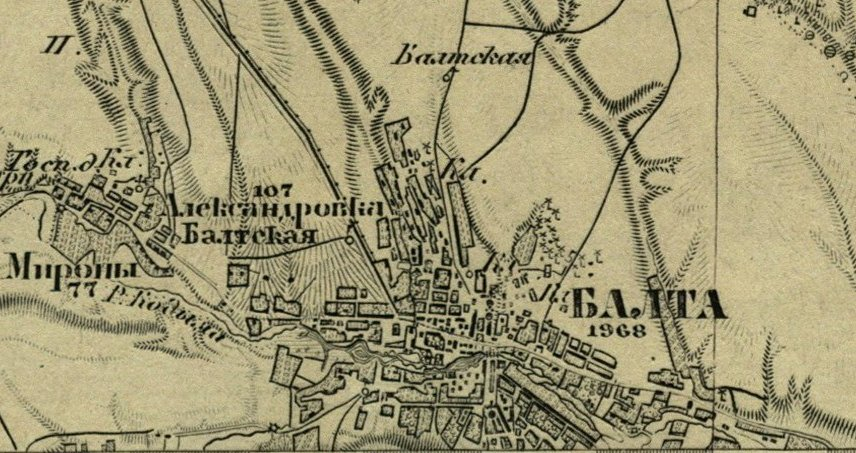
Balta vers 1860.

## Histoire
Selon des fouilles archéologiques, le site est occupé depuis cinq ou six mille ans.
Aux XVIIe et XVIIIe siècles, il y a deux villes distinctes sur les rives opposées de la Kodyma. La première est une colonie ottomane nommée Balta, pourvue d'une forteresse. La seconde est la ville polonaise de Józefgród (ou Youzefgrod ou Yousefgrod), nommée d'après le nom de baptême du prince polonais Józef Lubomirski, le bâtisseur de la forteresse.
En 1768, un corps d'insurgés polonais de la Confédération de Bar en retraite se réfugie à Balta ; en représailles, la ville va être incendiée par les troupes du général Mikhaïl Kretchetnikov et une grande partie de sa population juive sera massacrée par des groupes de Cosaques haïdamaks, alliés à la Russie : ces événements sont une des causes de la guerre russo-turque de 1768-1774.
Józefgród et Balta fusionnent en 1797, quand ce territoire intégra l'Empire russe.

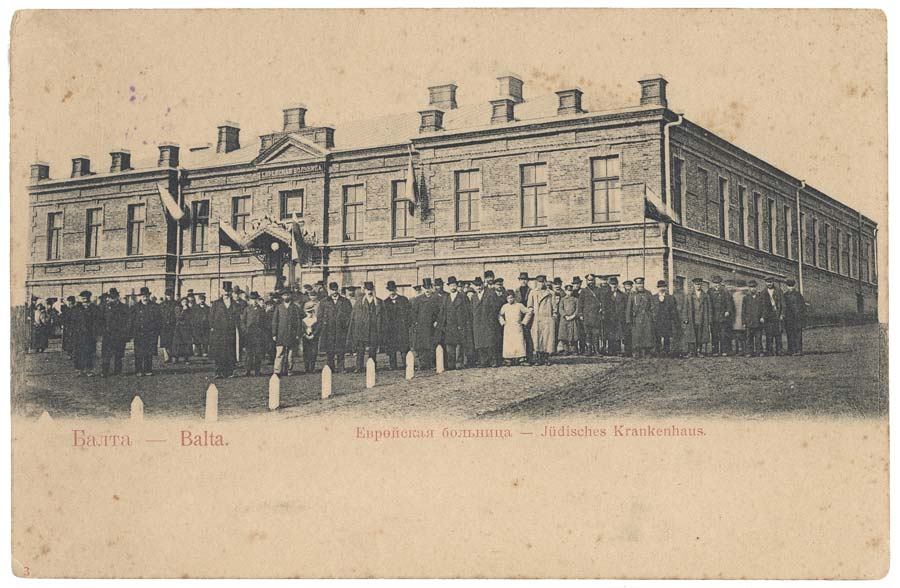
1899, ouverture d'un hôpital juif.

Au XIXe et au début du XXe siècle, la population de la ville comprenait une majorité de Juifs — contre moins de un pour cent au début du XXIe siècle —, des Russes et des Moldaves orthodoxes, des Polonais catholiques et des Russes vieux-croyants. Certaines Églises protestantes étaient également représentées. La ville était connue comme une ville de marché et un carrefour routier.

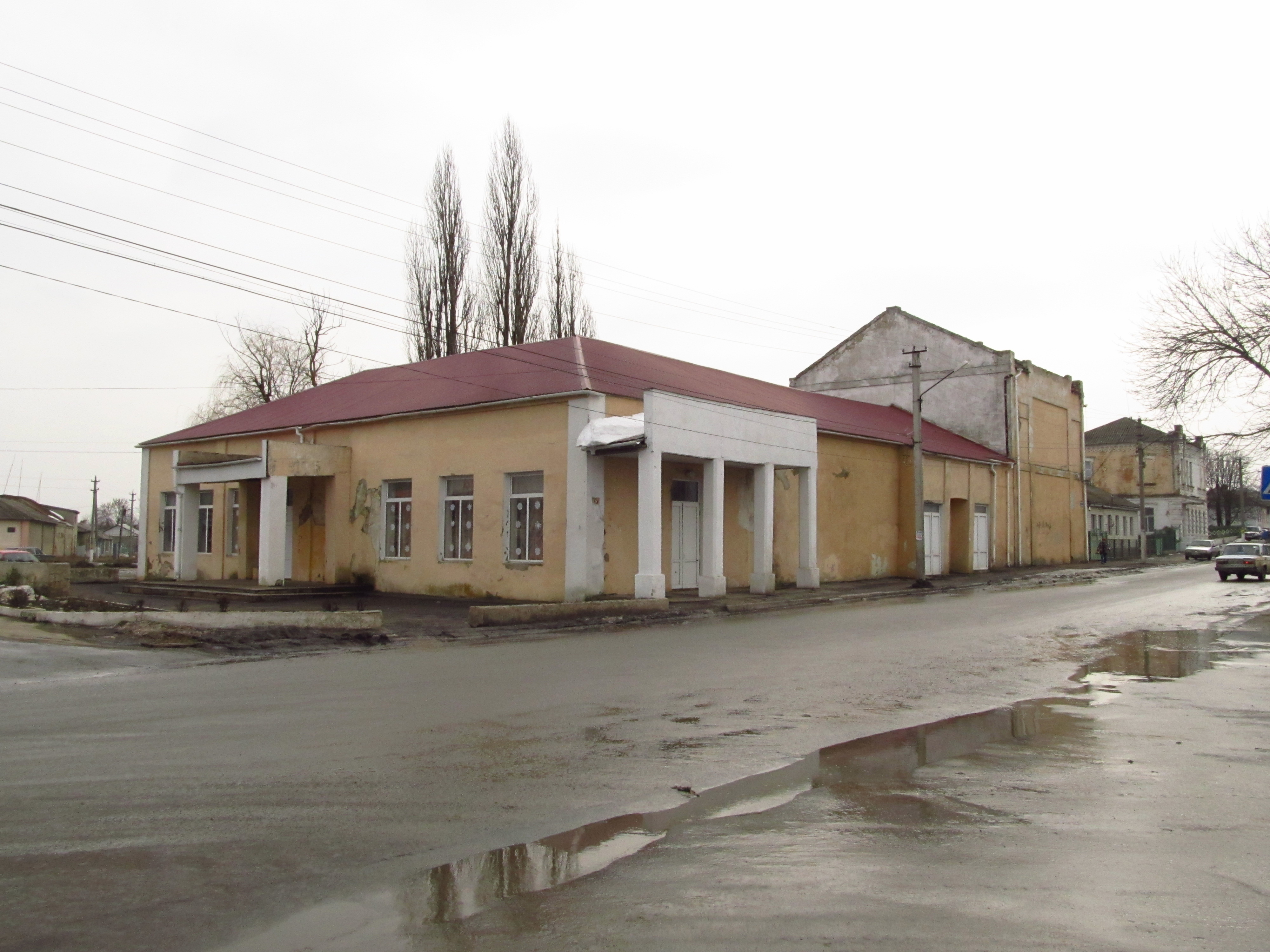
Le théâtre[1].

De 1924 à 1929, Balta fut la capitale de la République socialiste soviétique autonome moldave, qui faisait partie de la république socialiste soviétique d'Ukraine et de l'Union soviétique. Après la création de la république socialiste soviétique de Moldavie, en 1940, Balta devint un centre de raïon de l'Ukraine. Balta fut pendant un court laps de temps (1941-1944), la capitale de la Transnistrie, sous administration roumaine.
La population juive était historiquement importante dans la ville et atteignait 13 200 habitants au début du XXe siècle, soit plus de la moitié de la population de la ville. En février 1919, au cours de la guerre civile russe, 227 Juifs sont assassinés au cours de pogroms. Au début de 1920, 8 autres Juifs meurent dans un autre pogrom. À la suite de ces événements, le nombre de Juifs dans la ville a diminué pour atteindre 4 700 habitants à la fin des années 1930.
Pendant la Seconde Guerre mondiale, la ville fut occupée par l'Allemagne nazie du 5 août 1941 au 29 mars 1944. Trois jours après le début de l'occupation, les Allemands tuèrent près du village de Kazatskoïé 200 Juifs de la ville. En octobre 1941, environ 4 000 Juifs furent emprisonnés dans un ghetto et contraints aux travaux forcés. En novembre et décembre 1941, des milliers de Juifs du ghetto périrent pendant des marches forcées et par des exécutions en masse.

## Population
Recensements (*) ou estimations de la population :
| 1803   | 1849  | 1860   | 1897*  | 1923*  | 1926*  | 1939*  |
| ------ | ----- | ------ | ------ | ------ | ------ | ------ |
| 10 000 | 9 810 | 14 154 | 23 363 | 17 067 | 22 587 | 17 945 |

| 1959*  | 1970*  | 1979*  | 1989*  | 2001*  | 2014   | 2015   |
| ------ | ------ | ------ | ------ | ------ | ------ | ------ |
| 17 922 | 20 317 | 20 929 | 23 293 | 19 962 | 19 082 | 18 993 |

| 2016   | 2017   | 2018   | 2019   | 2020   | 2021   | 2022   |
| ------ | ------ | ------ | ------ | ------ | ------ | ------ |
| 18 955 | 18 789 | 18 674 | 18 511 | 18 242 | 18 079 | 17 854 |

## Économie
Balta compte plusieurs usines de meubles, de briques, de vêtements et des industries alimentaires. Importante ville commerciale au XIXe siècle, la ville a possédé une gare dès 1865.

## Patrimoine
La ville possède un musée d'histoire locale et un musée ethnographique.

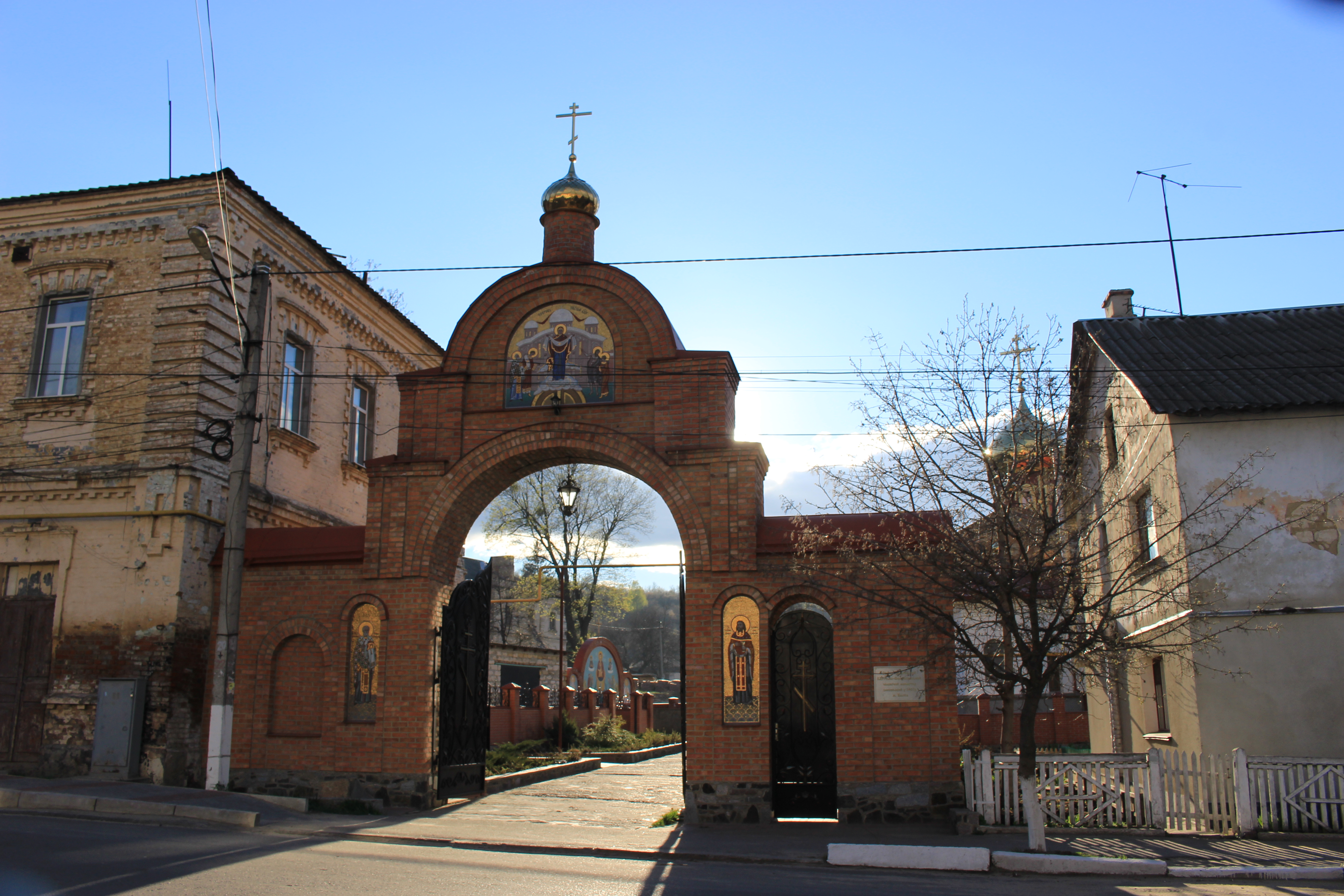
Monastère Saint-Theodisius[6].
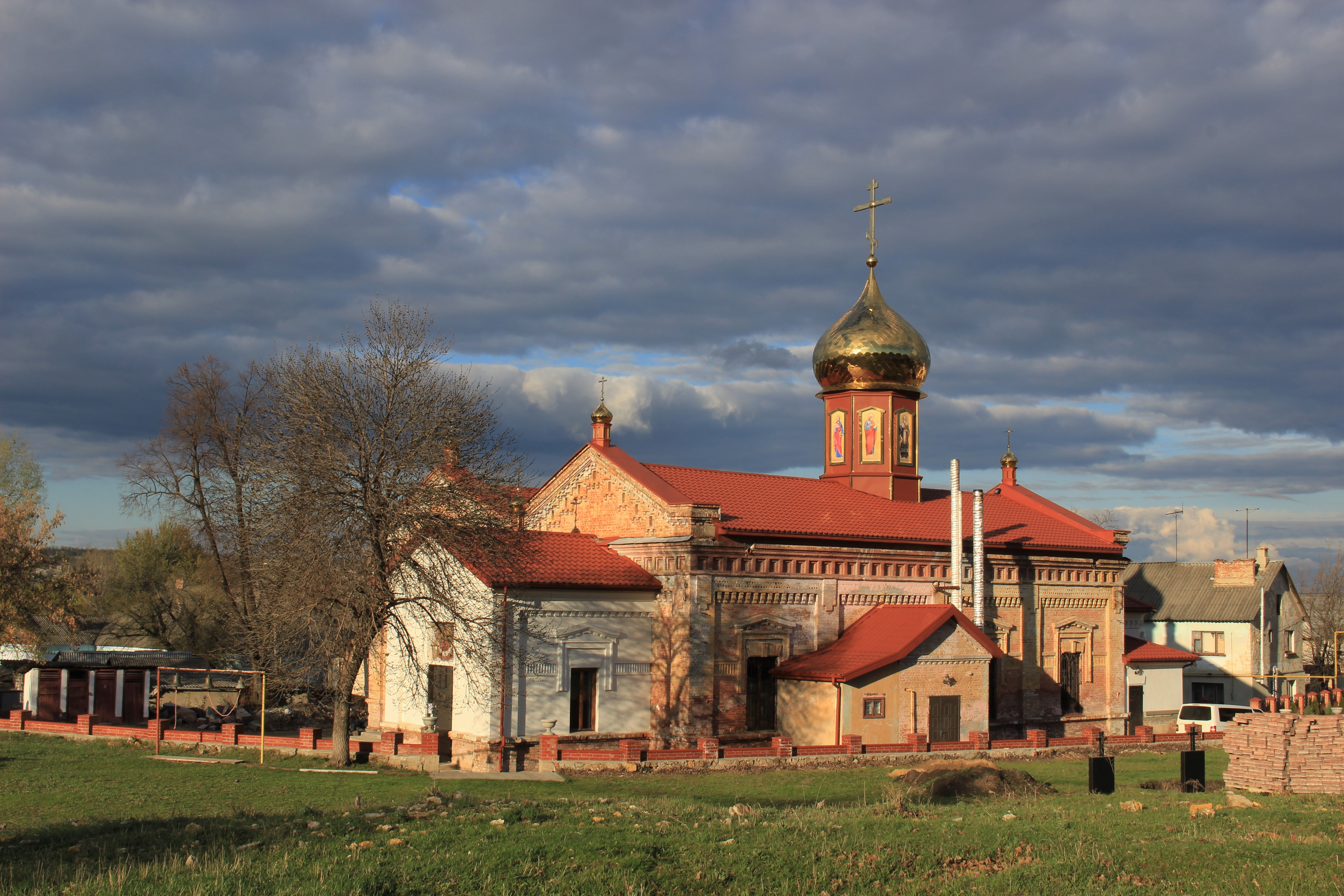
Église[7].
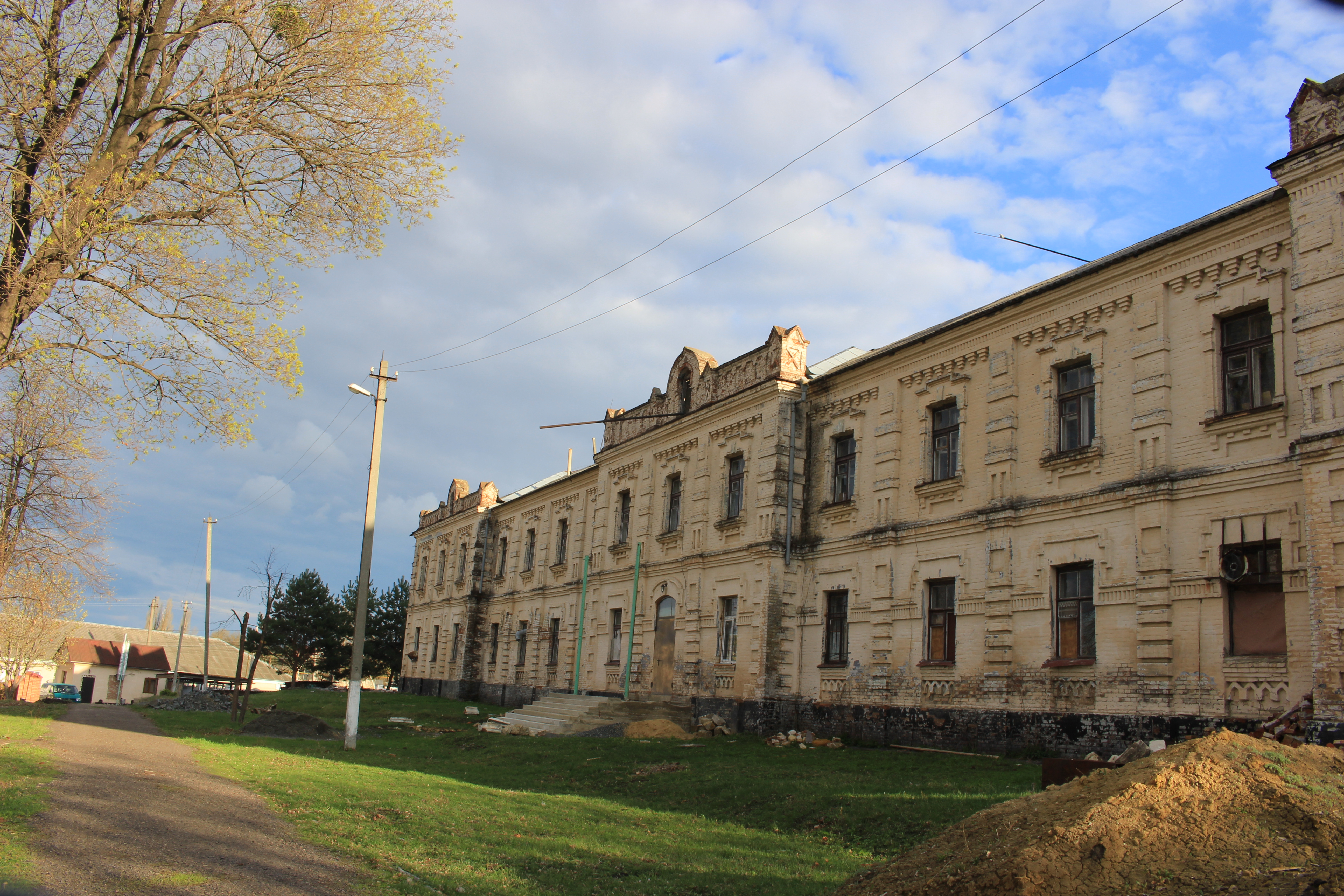
Hostellerie[8].
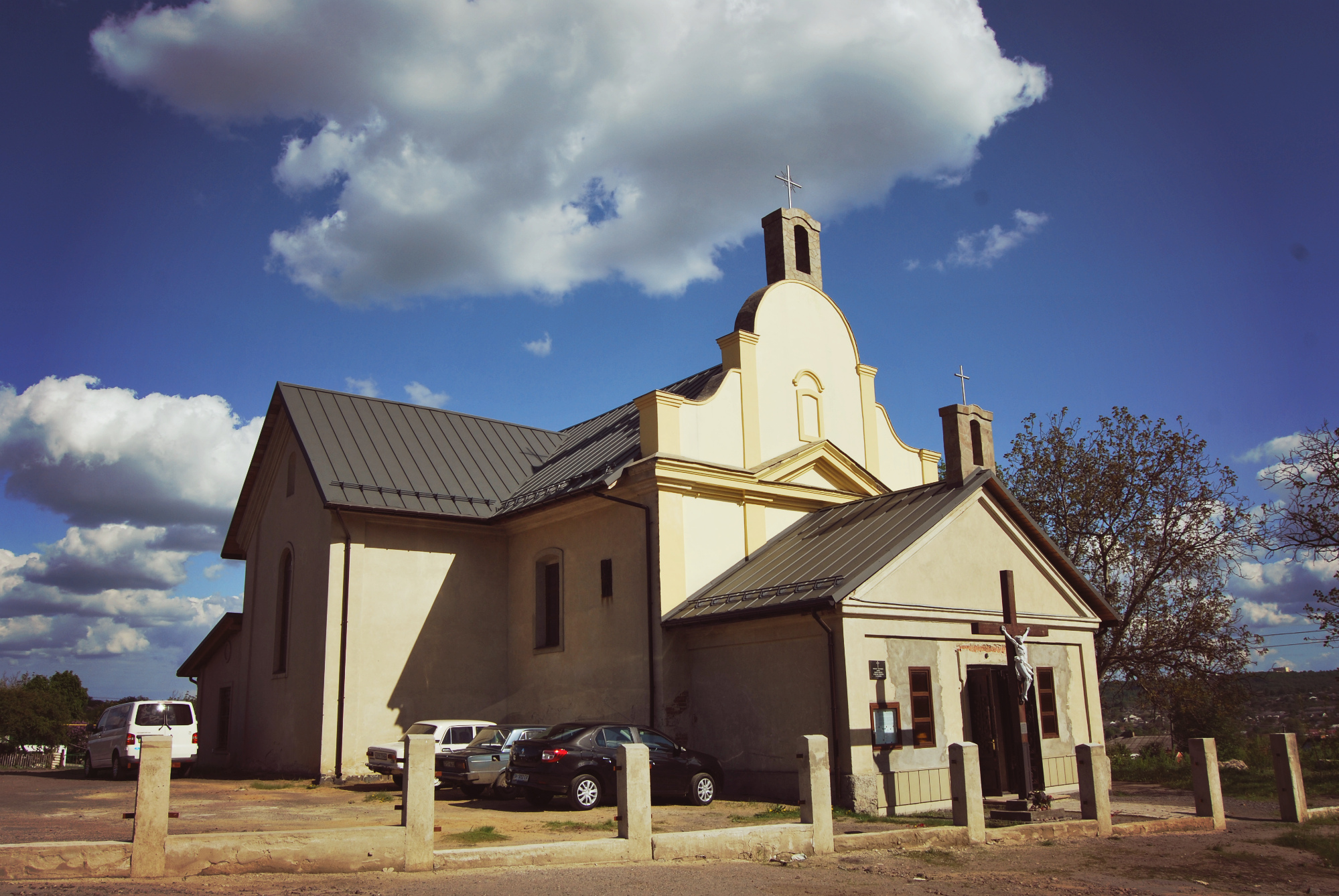
Église Saint-Stanislas[9].
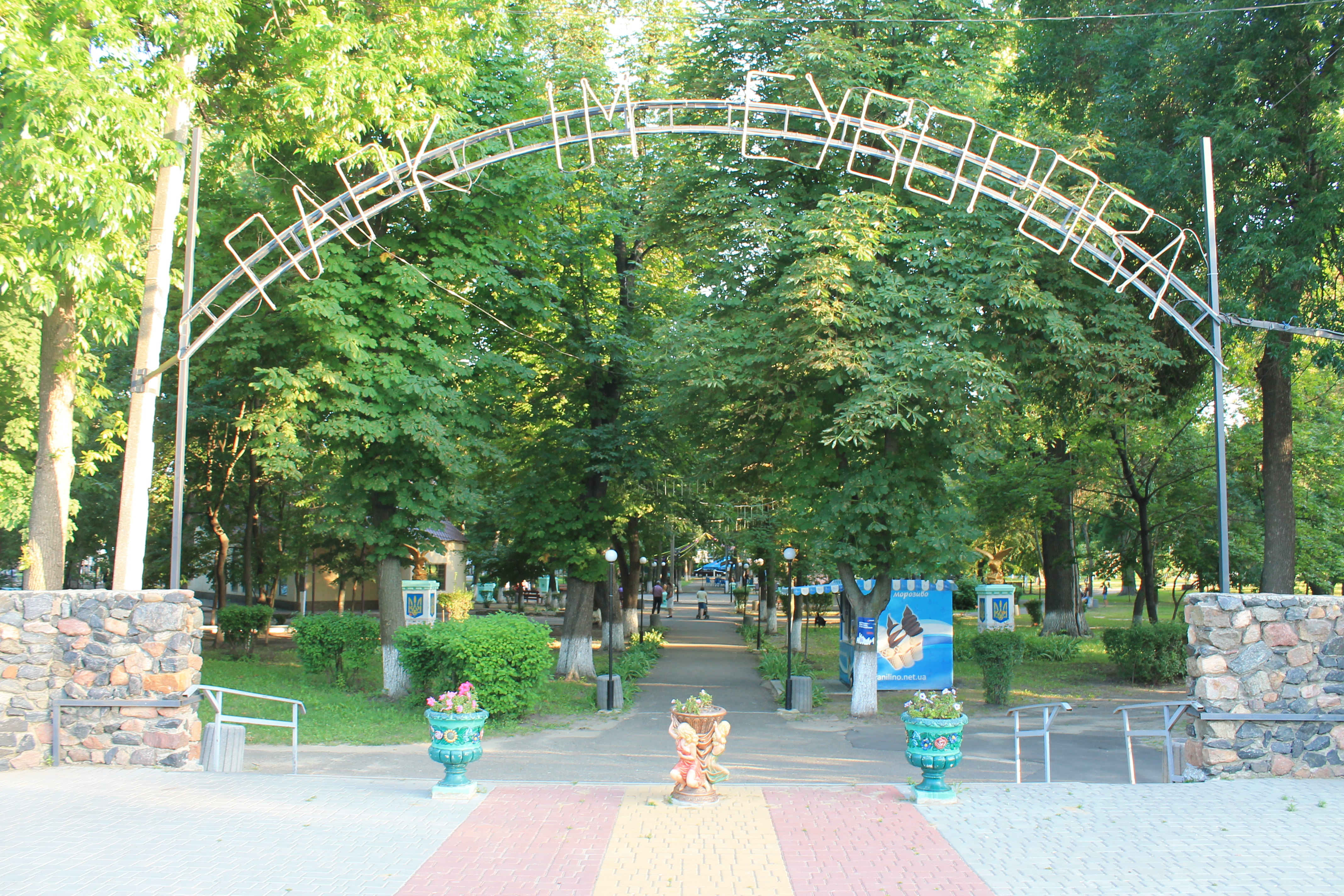
Parc Souvorov[10].
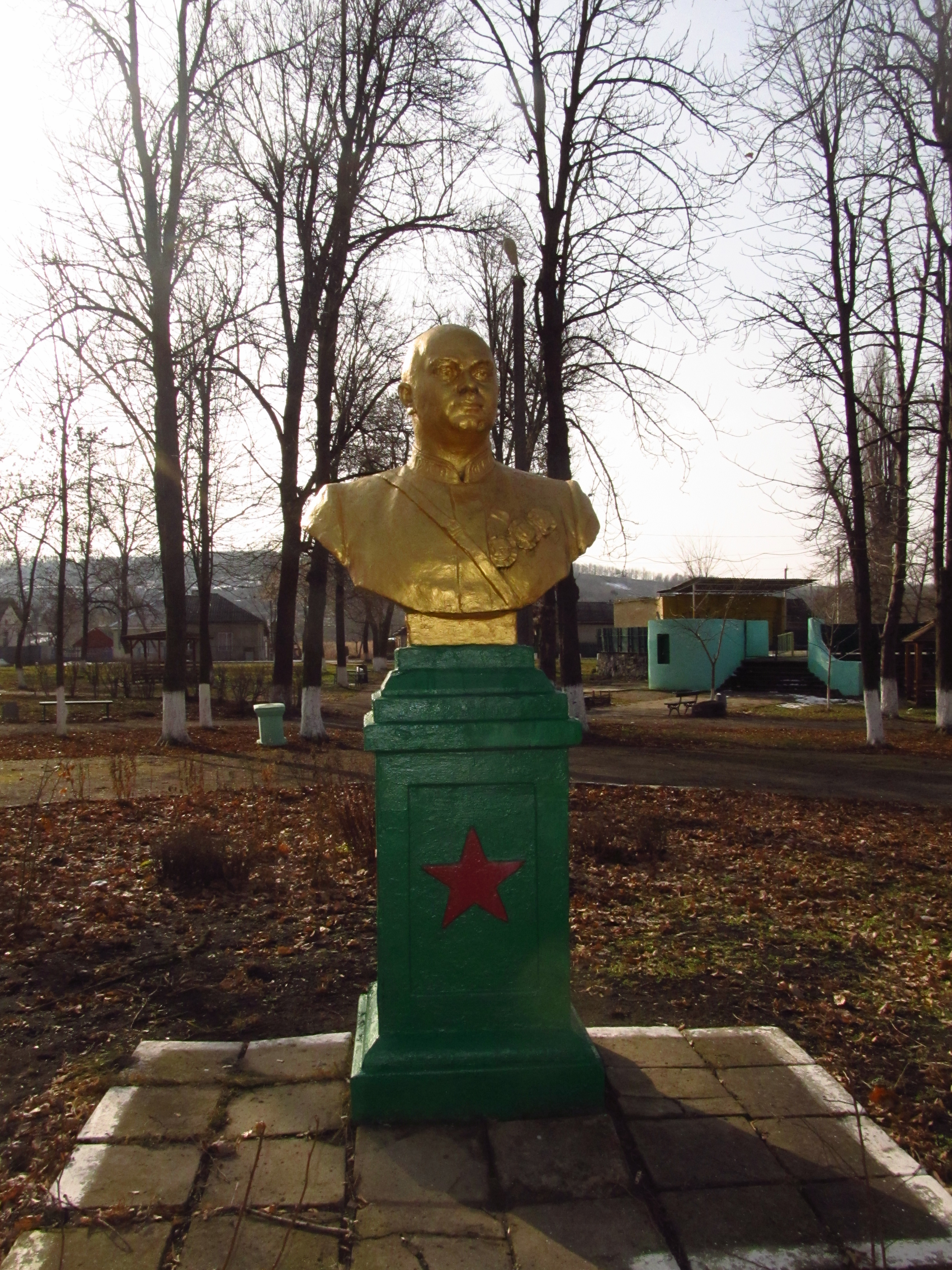
Buste de Kotovsky[11].
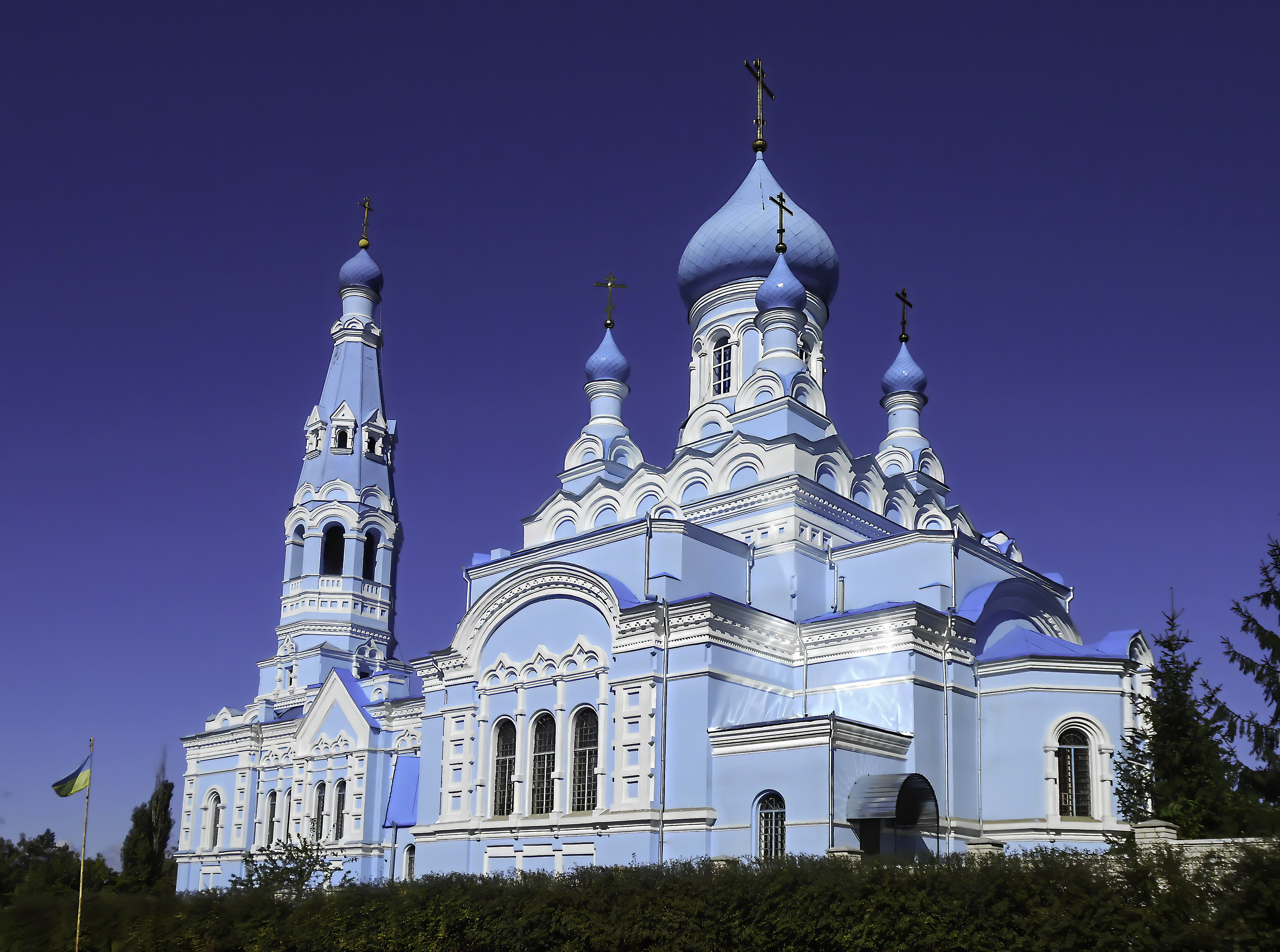
Cathédrale de la Dormition[12].
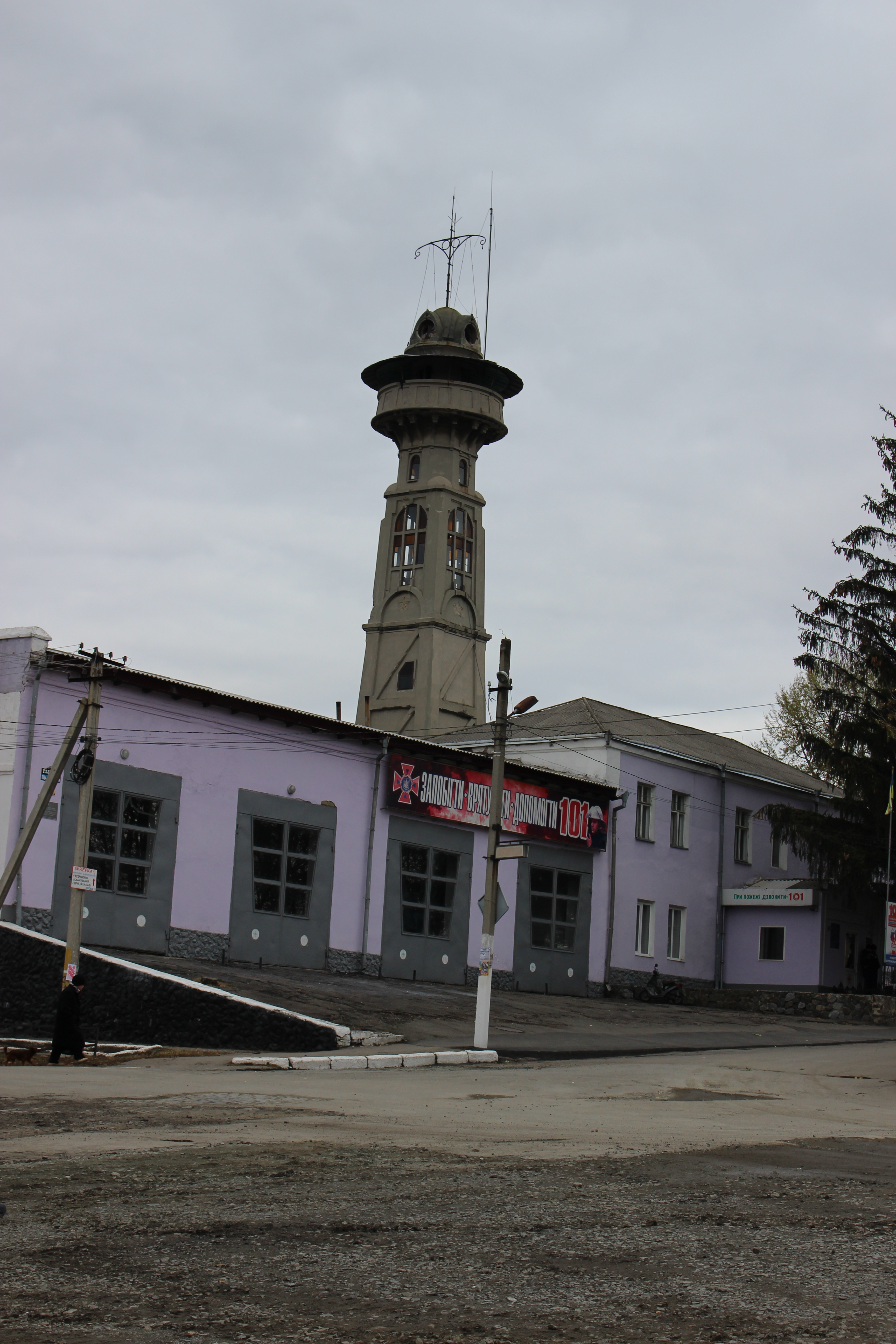
Tour de surveillance[13] et caserne de pompiers.